# Період Сенґоку

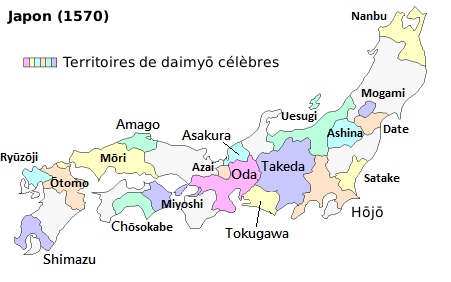
Приблизний розподіл зон впливу основних родів у 1570 році.

Період Сенґоку (яп. 戦国時代, сенґоку джідай — епоха країн, що воюють) — період в історії Японії в 1467—1573 (1615). Складова періоду Муроматі. Тривав від початку війни років Онін до скасування сьоґунату Муроматі Одою Нобунаґою.
Назва періоду позначає стан міжусобних воєн між родовими державами різних провінційних володарів даймьо Японії середини XV—XVI століття.
Характеризувався остаточним розвалом державної єдності Японії, занепадом авторитету імператора та сьоґунів як гарантів стабільності в країні, появою регіональних самурайських держав і постійною війною між ними, прибуттям перших європейців, поширенням християнства та завезенням вогнепальної зброї до Японії.
| Прапор Японії | Це незавершена стаття про Японію. Ви можете допомогти проєкту, виправивши або дописавши її. |